# Bahnstrecke Buchloe–Memmingen
| Streckennummer: | 5360                                            |                                      |                                      |
| Kursbuchstrecke (DB): | 971, 972                                        |                                      |                                      |
| Kursbuchstrecke: | 404g (1946) 404k (Ungerhausen – Memmingen 1946) |                                      |                                      |
| Streckenlänge: | 46,140 km                                       |                                      |                                      |
| Spurweite: | 1435 mm (Normalspur)                            |                                      |                                      |
| Streckenklasse: | D4                                              |                                      |                                      |
| Stromsystem: | 15 kV 16,7 Hz ~                                 |                                      |                                      |
| Minimaler Radius: | 334 m                                           |                                      |                                      |
| Streckengeschwindigkeit: | 160 km/h                                        |                                      |                                      |
| Zugbeeinflussung: | PZB, ZUB 262                                    |                                      |                                      |
| |                                                 |                                      |                                      |
| \| \| \| von Augsburg Hbf \| \| \| \| \| von München-Pasing \| \| \| \| 0,000 \| Buchloe \| 616 m \| \| \| \| nach Lindau-Insel \| \| \| \| 3,790 \| Wiedergeltingen \| Wiedergeltingen \| \| \| \| Wertach \| \| \| \| \| von Gessertshausen \| \| \| \| 8,261 \| Türkheim (Bay) Bahnhof \| 606 m \| \| \| \| nach Bad Wörishofen \| \| \| \| 10,449 \| Rammingen (Bay) \| Rammingen (Bay) \| \| \| 12,646 \| Unterrammingen \| Unterrammingen \| \| \| \| von Günzburg \| \| \| \| 18,728 \| Mindelheim \| 606 m \| \| \| \| Mindel \| \| \| \| 24,831 \| Stetten (Schwab) \| 624 m \| \| \| \| Östliche Günz \| \| \| \| 32,417 \| Sontheim (Schwab) \| 616 m \| \| \| \| Westliche Günz \| \| \| \| \| von Ottobeuren \| \| \| \| \| Anschluss Fliegerhorst Memmingerberg \| \| \| \| 38,021 \| Ungerhausen \| Ungerhausen \| \| \| 40,003 \| Schwaighausen \| Schwaighausen \| \| \| 41,800 \| Eisenburg \| Eisenburg \| \| \| \| von Neu-Ulm \| \| \| \| 46,140 \| Memmingen \| 595 m \| \| \| \| nach Kempten (Allgäu) \| \| \| \| \| nach Legau (Allgäu) \| \| \| \| \| nach Leutkirch \| \| \| \| \| \| \| \| Quellen: [1][2] \| \| \| \| |                                                 |                                      |                                      |
| Strecke |                                                 | von Augsburg Hbf                     | von Augsburg Hbf                     |
| Abzweig geradeaus und von links |                                                 | von München-Pasing                   | von München-Pasing                   |
| Bahnhof | 0,000                                           | Buchloe                              | 616 m                                |
| Abzweig geradeaus und nach links |                                                 | nach Lindau-Insel                    | nach Lindau-Insel                    |
| ehemaliger Bahnhof | 3,790                                           | Wiedergeltingen                      | Wiedergeltingen                      |
| Brücke über Wasserlauf |                                                 | Wertach                              | Wertach                              |
| Abzweig geradeaus und von rechts |                                                 | von Gessertshausen                   | von Gessertshausen                   |
| Bahnhof | 8,261                                           | Türkheim (Bay) Bahnhof               | 606 m                                |
| Abzweig geradeaus und nach links |                                                 | nach Bad Wörishofen                  | nach Bad Wörishofen                  |
| Haltepunkt / Haltestelle | 10,449                                          | Rammingen (Bay)                      | Rammingen (Bay)                      |
| ehemaliger Bahnhof | 12,646                                          | Unterrammingen                       | Unterrammingen                       |
| Abzweig geradeaus und von rechts |                                                 | von Günzburg                         | von Günzburg                         |
| Bahnhof | 18,728                                          | Mindelheim                           | 606 m                                |
| Brücke über Wasserlauf |                                                 | Mindel                               | Mindel                               |
| Bahnhof | 24,831                                          | Stetten (Schwab)                     | 624 m                                |
| Brücke über Wasserlauf |                                                 | Östliche Günz                        | Östliche Günz                        |
| Bahnhof | 32,417                                          | Sontheim (Schwab)                    | 616 m                                |
| Brücke über Wasserlauf |                                                 | Westliche Günz                       | Westliche Günz                       |
| Abzweig geradeaus und ehemals von links |                                                 | von Ottobeuren                       | von Ottobeuren                       |
| Abzweig geradeaus und ehemals von links |                                                 | Anschluss Fliegerhorst Memmingerberg | Anschluss Fliegerhorst Memmingerberg |
| Dienststation / Betriebs- oder Güterbahnhof | 38,021                                          | Ungerhausen                          | Ungerhausen                          |
| ehemaliger Haltepunkt / Haltestelle | 40,003                                          | Schwaighausen                        | Schwaighausen                        |
| ehemaliger Haltepunkt / Haltestelle | 41,800                                          | Eisenburg                            | Eisenburg                            |
| Abzweig geradeaus und von rechts |                                                 | von Neu-Ulm                          | von Neu-Ulm                          |
| Bahnhof | 46,140                                          | Memmingen                            | 595 m                                |
| Abzweig geradeaus und nach links |                                                 | nach Kempten (Allgäu)                | nach Kempten (Allgäu)                |
| Abzweig geradeaus und ehemals nach links |                                                 | nach Legau (Allgäu)                  | nach Legau (Allgäu)                  |
| Strecke |                                                 | nach Leutkirch                       | nach Leutkirch                       |
| |                                                 |                                      |                                      |
| Quellen: |                                                 |                                      |                                      |

Die Bahnstrecke Buchloe–Memmingen ist eine eingleisige, elektrifizierte Hauptbahn in Bayern. Sie führt von Buchloe über Mindelheim nach Memmingen und ist Teil der Ausbaustrecke München–Lindau.

## Geschichte
Die gesetzliche Grundlage für den Bau der Bahnstrecke Buchloe–Memmingen wurde am 29. April 1869 geschaffen, als Teil einer Verbindung von München zur Staatsgrenze bei Memmingen. Die Königlich Bayerischen Staatseisenbahnen nahmen die Strecke am 1. Mai 1874 in Betrieb.
Die Strecke gehörte zu den letzten Hauptbahnstrecken in Südbayern, die mit Streckenblock zur Sicherung von Zugfahrten auf freier Strecke ausgestattet wurden.
Dies erfolgte erst nach dem Eisenbahnunfall von Warngau am 8. Juni 1975, der durch einen Streckenblock wohl hätte verhindert werden können, als aufgrund öffentlichen Drucks der Einbau durch die Deutsche Bundesbahn forciert wurde.
Die Inbetriebnahme des Streckenblocks in den Stellwerken entlang der Bahnstrecke erfolgte dann im Laufe des Jahres 1977.
Im November 2017 wurden die Bahnhöfe Stetten (Schwaben) und Sontheim (Schwaben) sowie der Betriebsbahnhof Ungerhausen an das elektronische Stellwerk (ESTW) Memmingen angeschlossen.
Bis Herbst 2018 wurden die Bahnhöfe Türkheim, Stetten und Sontheim barrierefrei ausgebaut. Begleitend erfolgte im ersten Halbjahr 2018 der Abbruch der historischen fast 145 Jahre alten Mauerwerksgewölbebrücke über den Auerbach und die Staatsstraße 2013 bei Stetten mit Ersatz durch eine Stahlbetonbrücke.
Im Rahmen des Ausbaus der Relation München–Lindau wurde die Strecke bis Ende 2020 elektrifiziert. Dadurch verkürzte sich die Fahrzeit von Memmingen in die Landeshauptstadt München um circa 30 Minuten. Dazu fand am 23. März 2018 in Memmingen der symbolische Spatenstich statt – mit gleichzeitiger Aufnahme der Bauarbeiten und sechsmonatiger Streckensperrung bis einschließlich 14. November 2018.

## Streckenbeschreibung

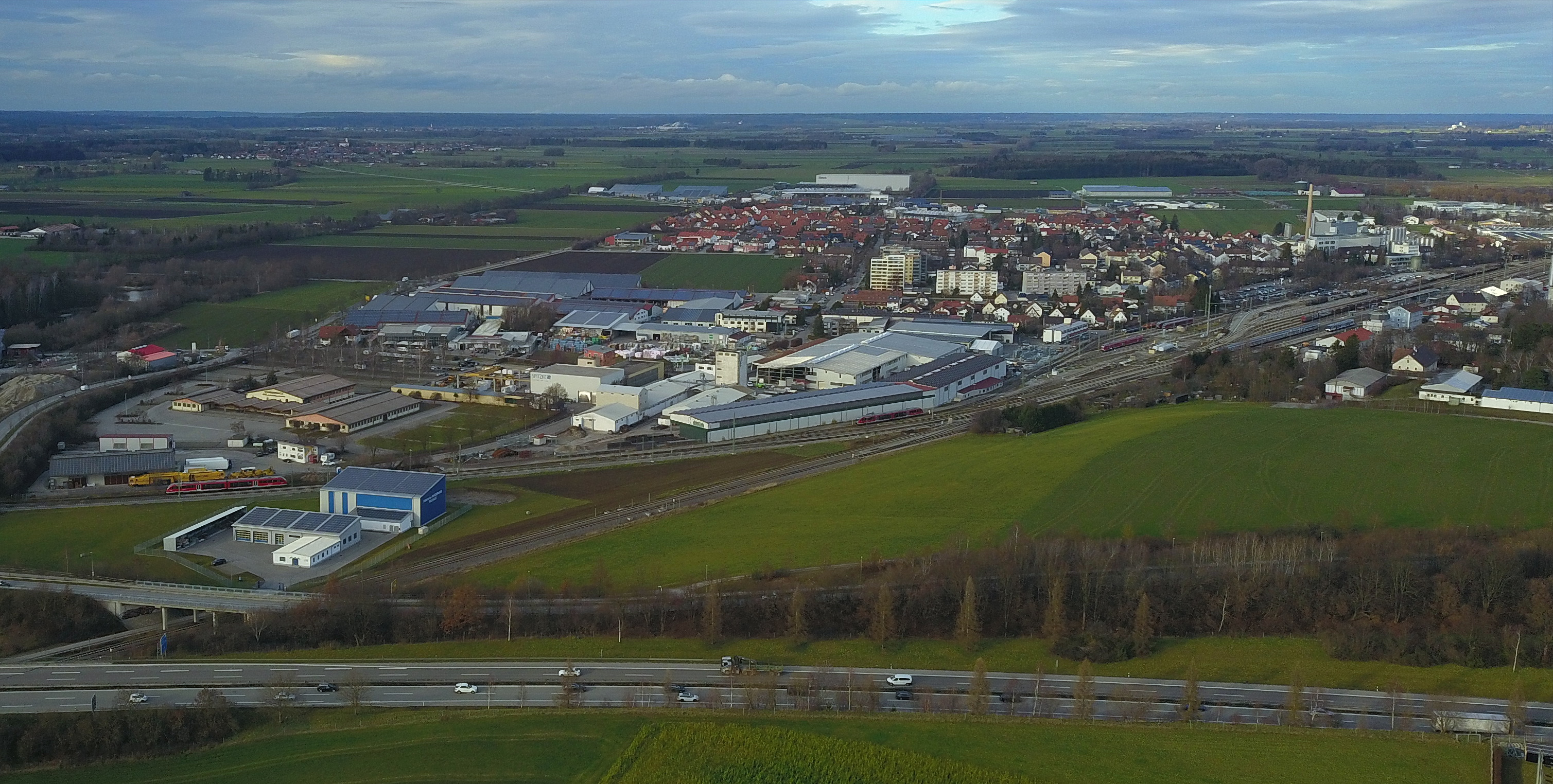
Abzweig von der Lindauer Strecke südwestlich des Bahnhofs

An ihrem Ausgangspunkt Buchloe verlässt die Strecke zunächst die weite Niederung der Gennach westwärts geradlinig Richtung Wertachtal. Vom Türkheimer Bahnhof zweigen in südlicher Richtung eine Stichbahn nach Bad Wörishofen und in nördlicher Richtung die Bahnstrecke Gessertshausen–Türkheim ab. Nunmehr wird über einen tiefen Einschnitt ein Höhenrücken überwunden und ins Tal der Mindel eingefahren: In Mindelheim zweigt dann die Bahnstrecke Günzburg–Mindelheim ab. Geländerücken zur und zwischen Östlicher und Westlicher Günz sind neuerlich zu überwinden. Östlich von Ungerhausen zweigte eine Strecke nach Ottobeuren ab, die mittlerweile zum Radweg umgebaut wurde. Vom Bahnhof Ungerhausen führte von ca. 1935 bis ca. 1975 ein Anschlussgleis zum Fliegerhorst Memmingerberg. Memmingen in der breiten Illerniederung bietet schließlich Anschluss an die Strecken Leutkirch–Memmingen sowie Kempten (Allgäu)–Neu-Ulm.

## Personenverkehr
Im Fernverkehr verkehren auf der Strecke täglich sechs Zugpaare der EuroCity-Express-Linie München–Zürich, die in Buchloe und Memmingen halten. Von den Schweizerischen Bundesbahnen (SBB) werden diese in Kooperation mit der Deutschen Bahn und den Österreichischen Bundesbahnen (ÖBB) mit Elektrotriebzügen der Baureihe ETR 610 betrieben.
Auf der Strecke verkehren drei Regional-Express-Linien jeweils im Zweistundentakt. Die Linien RE 72 (München–Memmingen) und RE 96 (München–Lindau-Reutin) werden von Arverio Bayern betrieben, die Elektrotriebzüge vom Typ Stadler Flirt 3 einsetzt. DB Regio betreibt die Linie RE 71/73 (Augsburg–Türkheim–Memmingen/Bad Wörishofen) mit Dieseltriebwagen der Baureihen 642 (regulär bis 12/21) und 612. In Türkheim (Bay) Bahnhof werden diese geflügelt und ein Triebwagen fährt nach Bad Wörishofen.